# Västerås pastorat
Västerås pastorat är från 2014 ett pastorat i Domprosteriet i Västerås stift i Västerås stift i Västerås kommun i Västmanlands län. 
Pastoratet bildades 2014 genom sammanläggning av pastoraten:
- Västerås domkyrkoförsamlings pastorat
- Västerås Lundby pastorat
- Västerås Badelunda pastorat
- Skerike-Gideonsbergs pastorat
- Önsta pastorat
- Dingtuna pastorat
- Kungsåra pastorat
- Norrbo pastorat
- Tillberga pastorat

Pastoratet består av följande församlingar:
- Västerås domkyrkoförsamling
- Viksängs församling
- Västerås Lundby församling
- Västerås Badelunda församling
- Skerike församling
- Gideonsbergs församling
- Önsta församling
- Dingtuna-Lillhärad församling
- Västerås-Barkarö församling
- Rytterne församling
- Kungsåra församling
- Norrbo församling
- Tillberga församling

Pastoratskod är 050101.